# Морава (Нижньосілезьке воєводство)
Морава (пол. Morawa) — село в Польщі, у гміні Стшеґом Свідницького повіту Нижньосілезького воєводства.
Населення — 192 особи (2011).
У 1975-1998 роках село належало до Валбжиського воєводства.

## Демографія
Демографічна структура станом на 31 березня 2011 року:
|          | Загалом | Допрацездатний вік | Працездатний вік | Постпрацездатний вік |
| -------- | ------- | ------------------ | ---------------- | -------------------- |
| Чоловіки | 105     | 20                 | 79               | 6                    |
| Жінки    | 87      | 13                 | 51               | 23                   |
| Разом    | 192     | 33                 | 130              | 29                   |